# غلو أنار (دهسرد)
غلو أنار (بالفارسية: گلوانار) هي قرية تقع في إيران في قسم دهسرد الريفي. يقدر عدد سكانها بـ 0 نسمة بحسب إحصاء 2016.